# Погода (мифология)
Погода (польск. Počasí) — предполагаемый славянский бог ветра.
Он впервые упоминается в летописи «История Польши» Яна Длугоша, написанной в 1455—1480 годах:
Они также считали Погоду божеством, поэтому называли его Погодой, то есть дарителем подходящего воздуха.
Однако список приведённых Длугошем богов не является общепризнанным.
Затем он упоминается Матфеем Меховским, который, вероятно, вдохновился Длугошем, в Chronica Polonorum 1519 года:
Они почитали Погоду, что имя означает «погода», они почитали ветер, то как легкий ветерок, шевелящий колосья кукурузы и листья деревьев, то ли превращающийся в вихрь: [тогда] они называли божество Позвизд.
Последнее упоминание бога происходит в Хронике Польской, Литовской, Жмудской и всей Руси Матея Стрыйковского от 1582 г.:
Поляки прославляли воющий ветер как бога и называли его Живий, а также Погодой, богом светлых и счастливых дней, о чём Меховий слышал от своих предков.